# Geibelplatz (Lübeck)

Die Lage des Denkmals und seines Platzes, rot markiert

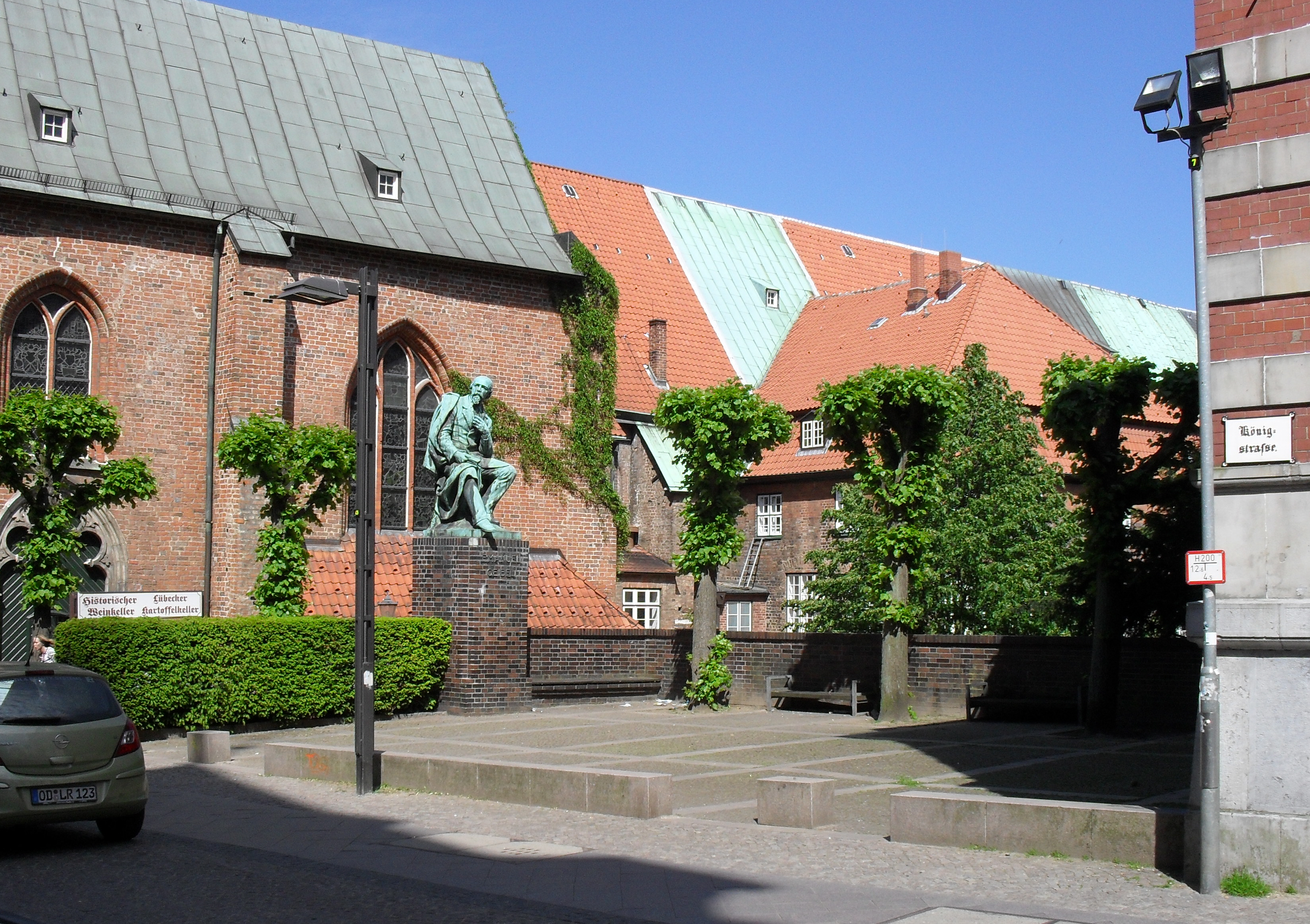
Der Geibelplatz

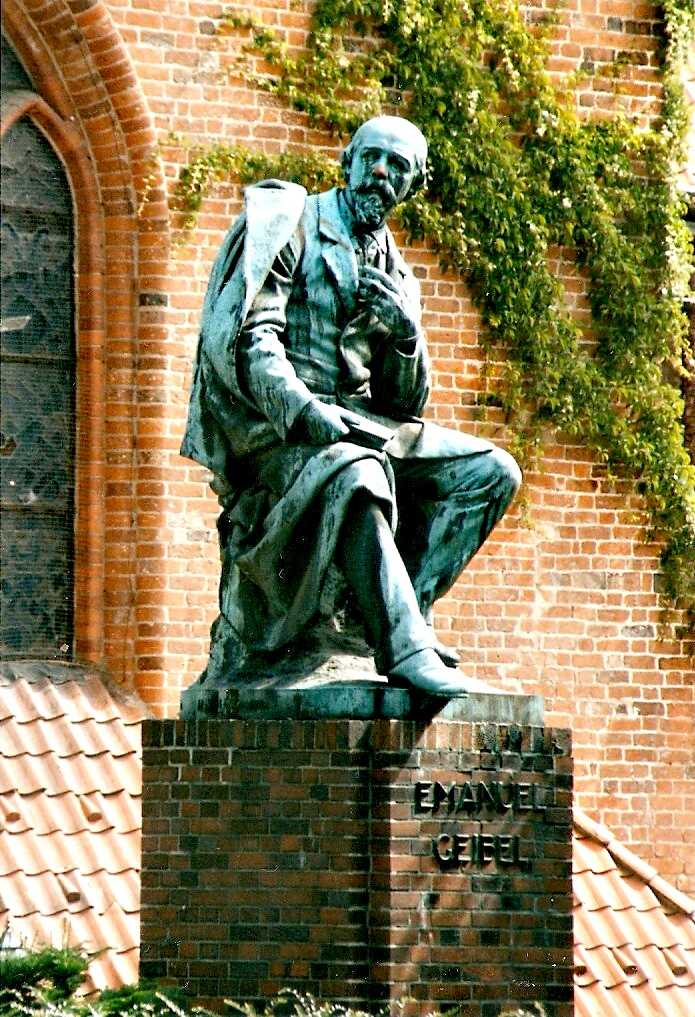
Die Plastik Emanuel Geibels, (erschaffen von Hermann Volz)

Der Geibelplatz ist ein Platz der Lübecker Altstadt neben dem Heiligen-Geist-Hospital. Er trägt den Namen seit 1936, als das Denkmal für den Lyriker Emanuel Geibel hierher versetzt wurde. Die letzte Umgestaltung des Geibelplatzes wurde im Jahr 2000 abgeschlossen. Von 1889 bis 1936 trug der Koberg den Namen Geibelplatz.

## Lage
Dieser Platz, der nach dem Willen der nationalsozialistischen Stadtplaner Geibelplatz heißt (die Benennung ist unter der Signatur 04.06-6 - 1513 als Geibelplatz (vorher Teil der Königstraße) in den Akten des Tiefbauamtes dokumentiert), befindet sich im Norden der Altstadtinsel, im Jakobi Quartier. Er liegt an der Königstraße, unmittelbar bei der Einmündung in den Koberg, neben dem Heiligen-Geist-Hospital. Auf dem Platz steht das Denkmal Emanuel Geibels (1815–1884), aber der Platz ist durch kein Straßenschild ausgewiesen.

## Geschichte
Am 15. Oktober 1889 wurde auf dem damals Kaufberg genannten Platz zu Ehren des in Lübeck geborenen Dichters Emanuel Geibel das von Hermann Volz geschaffene Geibel-Denkmal aufgestellt. An diesem Tag, Geibels Geburtstag, wurde der Kaufberg in Geibelplatz umbenannt. 1936 ließ die Stadtverwaltung nach Plänen des Baurates Hans Pieper trotz heftiger Proteste den mit Grüninseln, Bäumen und Hecken gestalteten, inzwischen stark ausgewachsenen Schmuckplatz zur Verkehrsfläche mit Parkplätzen umgestalten. Der Platz erhielt einen seiner alten Namen zurück, Koberg. Die als Einheit von Platz, Skulptur und Monument konzipierte Denkmalanlage, für die hochrangige Persönlichkeiten und Institutionen im Deutschen Reich zwischen 1884 und 1887 erhebliche Summen gespendet hatten, war damit aufgegeben.
Als neuer Aufstellungsort des auf die Statue des Dichters vereinfachten Denkmals wurde 1936 in räumlicher Nähe eine kleine Randfläche als Straße gewidmet und erhielt den Namen Geibelplatz übertragen. Die bis dahin an prominenter Stelle der Stadt befindliche Statue ist seitdem weitgehend der Wahrnehmung entzogen. Im Lübecker Adreßbuch von 1937 steht geschrieben: „Geibelplatz: Der Platz, auf dem das Geibeldenkmal steht.“ Ob jemals Straßenschilder angebracht wurden, ist unbekannt. Die Tatsache, dass der unauffällige und wenig beachtete Platz eine eigenständige, mit Namen versehene Straße sein sollte, ist in Lübeck wenig bekannt. Ob der Name Geibelplatz jemals auf Lübecker Straßenplänen verzeichnet wurde, ist noch ungeprüft. Manche neuen Reiseführer der Zeit zwischen 1936 und 1945 erwähnen weder den Geibelplatz, noch erwähnen sie Geibel selbst. In aktuellen gedruckten Stadtplänen oder Plänen im Internet gibt es keinen Geibelplatz. Die  Bearbeiter der Lübecker Straßennamen kommen zu dem Ergebnis: „Die Verkehrsfläche trägt kein Namensschild.“
Der Platz wurde in den Jahren 1999/2000 umgestaltet.

## Bauwerke
Dominierendes Bauwerk des kleinen Platzes ist die Geibelstatue, die sich auf einem 1936 eigens errichteten schlichten Ziegelsockel befindet, der als einzige Verzierung den Namenszug des Dargestellten in metallenen Buchstaben trägt. Die den Platz nach zwei Seiten begrenzende niedrige Mauer wird von Bäumen und Parkbänken gesäumt.
Gegenüber befindet sich der Tierkreiszeichen-Brunnen nach dem Entwurf des Lübecker Stadtbaudirektors Hans Pieper aus dem Jahr 1939, der in Terrakotta durch die Hansische Bau- und Kunsttöpferei Karl Gieth und Karl Klippel in Lübeck ausgeführt wurde. Das zentrale Sonnenrad und die umgebenden Tierkreiszeichen wurden in den 1990er Jahren im Zuge der von der Possehl-Stiftung finanzierten Neugestaltung des Platzes entfernt.